# 경자풍운
《경자풍운》(중국어 간체자: 庚子风云, 정체자: 庚子風雲, 병음: Gēng zi fēng yún 겅쯔펑윈[*], Boxer Situation 복서 시츄에이션[*])는 중국의 텔레비전 드라마.

## 등장 인물
- 장서희 : 사금 (斯琴) / 각순황귀비 (恪順皇貴妃) 역
- 정원창 (Joseph Cheng) : 진연 (陳然) 역
- 서회옥 : 한소운 (韓素雲) 역
- 진사이 (陳莎莉) : 서태후 (西太后) 역
- 왕곤 (王坤) : 광서제 (光緒帝) 역
- 판빙빙 (范冰冰) : 금난난 (金暖暖) 역
- 야오싱퉁 (姚星彤) : 사격격 (四格格) 역
- 담비령 (谭非翎) : 한우현 (韓雨軒) 역
- 온해파 (温海波) : 진가낙 (陳家樂) 역
- 왕춘 (王春) : 효정경황후 (孝定景皇后) 역